# Banisteriopsis pubescens
Banisteriopsis pubescens är en tvåhjärtbladig växtart som först beskrevs av Franz Josef Niedenzu, och fick sitt nu gällande namn av José Cuatrecasas. Banisteriopsis pubescens ingår i släktet Banisteriopsis och familjen Malpighiaceae. Inga underarter finns listade i Catalogue of Life.